# فهرست جزیره‌های خلیج فارس
دریای پارس دارای جزیره‌ های بسیار مسکونی و غیر مسکونی است؛ که بیشتر آن‌ها کوچک هستند و به دلیل جزر و مد آب، سکونت‌پذیر نیستند.

## جزایر ایران

### جزایر مسکونی
- ابوموسی
- تنب بزرگ
- تنب کوچک
- قشم
- کیش
- لاوان
- هنگام
- لارک
- هرمز
- هندرابی
- سیری
- فرور بزرگ  (پلور)
- فارسی
- جزیره خارگ
- شیف
- مینو
- نگین
- صدرا
- فارور

### جزایر غیرمسکونی
- فارور کوچک
- امام حسن
- شیدور
- شیخ اندرآبی
- فرورگان (فرور کوچک)
- عباسک
- ام‌الکرم
- نخیلو
- خارگو
- جبرین (تهمادون)
- ام سیله (خان)
- گرم
- بونه
- دارا
- قبر ناخدا
- خرو
- حاجی حسین
- مولیات
- سه‌دندون
- مُطاف
- مَرغی
- میر مهنا[۱]
- چراغی
- جزایر ناز

## جزایر بحرین
- جزیره بحرین
- جزیره محرق
- جزیره بدیع
- جزیره حوار
- جزیره ستره
- ام‌النعسان
- جزیره وجده

## جزایر کویت
- ام‌المرادم
- ام‌النمل
- بوبیان
- جزیره کبر
- عوهه
- فیلکه
- قاروه
- مسکان
- وربه

## جزایر عمان
- سلامه
- مسندم
- غنم
- جزیره حلانیات
- جزیره تلگراف

## جزایر قطر
- جزیره حوار
- جزایر دواخیل
- جزیره رَبَز
- جزیره مِترَس
- جزیره عالیه
- جزیره حالول
- جزیره الصحاط

## جزایر عربستان
- جزیره عربی
- جزیره کران
- کورین
- جنا
- جرید
- جزیره تاروت
- جزیره ابوعلی
- جزیره باطنه
- جنه
- جزیره مقطع
- جزیره حرقوص

## جزایر امارات متحده عربی
امارات متحده دارای بیش از ۲۰۰ جزیره‌ است. جزایر اصلی آن در خلیج فارس عبارت‌اند از:
- ابوالابیض
- ارزنه
- الرفیق
- ام‌الحطب
- ام قصار
- بزم شرقی
- بزم غربی
- بـِشوم
- بوکشیشه
- بوکعل
- ثمیریه
- جـِراب
- جزایر غاغه
- جزیره ابوظبی
- جزیره داس
- غُراب
- جزیره غشا
- جزیره نخل
- جمیره
- جنانه
- حالة المُبَرَّز
- حالة حَیل
- حمریه
- خصیفه
- دعسه
- دلما
- سعدیات
- سلع
- سُلَیّه
- شراعوه
- شویهات (مشهت)
- صیر بنی یاس
- غسبی
- قرنین
- قفای
- مَرَوَح
- مکاسیب
- یاسات سفلی و علیا
- جزیرة العالم